# Нади, Альдо
Альдо Нади (итал. Aldo Nadi; 29 апреля 1899, Ливорно, Италия, — 10 ноября 1965, Лос-Анджелес, США) — итальянский фехтовальщик, трёхкратный олимпийский чемпион. Один из двух фехтовальщиков в истории наряду со своим старшим братом Недо, выигравший на одной Олимпиаде золото во всех 3 видах оружия — шпаге, рапире и сабле.

## Биография

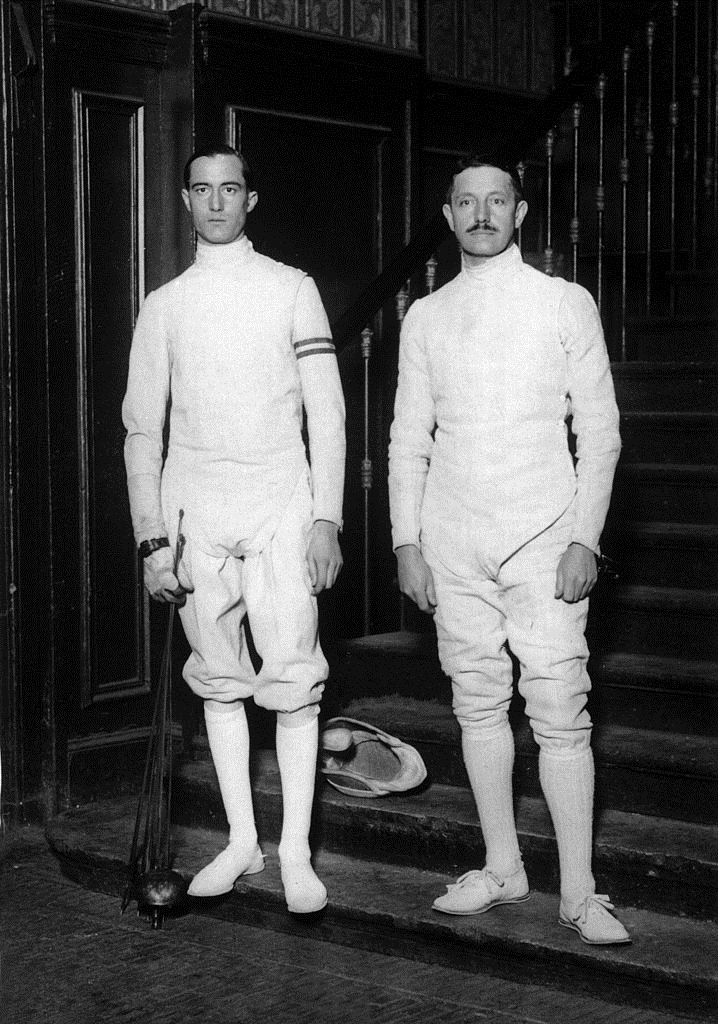
Альдо Нади (слева) в 1926 ноду

Сын известного итальянского мастера фехтования Джузеппе «Беппе» Нади. Уже с юных лет под руководством отца братья Нади стали искусными фехтовальщиками. Интересно, что хотя в итоге более титулованным стал старший брат, Альдо считался более талантливым спортсменом.
На Олимпиаде-1920 в Антверпене Недо и Альдо Нади завоевали на двоих 8 золотых и 1 серебряную медаль, что сделало их самой успешной парой братьев в рамках одной Олимпиады. Старший брат выиграл 5 золотых медалей, а 21-летний Альдо первенствовал вместе с братом во всех трёх итальянских фехтовальных сборных — шпажистов, рапиристов и саблистов, а также выиграл серебро в личном первенстве саблистов, уступив лишь своему брату по количеству побед. Интересно, что братья никогда не фехтовали между собой на соревнованиях, а единственный их показательный поединок закончился вничью. В 1928 году снялся в историческом фильме Жана Ренуара «Турнир».
В 1935 году Альдо иммигрировал в США. Сначала работал тренером в Нью-Йорке. В 1943 году вышла его книга «On Fencing». В том же году переехал в Лос-Анджелес, где преподавал фехтование в собственной школе, а также консультировал голливудские фильмы по вопросам фехтовальных сцен. Снялся в эпизодах в нескольких фильмах, в частности его можно увидеть в фильме «Иметь и не иметь» в роли телохранителя.
В 1955 году написал автобиографию «Живой клинок: автобиография фехтовальщика» (англ. The Living Sword: A Fencer's Autobiography), которая увидела свет лишь спустя 30 лет после его смерти.
Умер во сне в своём доме в Лос-Анджелесе 10 ноября 1965 года в возрасте 66 лет.